# Glesbygdsverket
Glesbygdsverket var en statlig myndighet med uppdrag att rapportera om utvecklingen i Sveriges glesbygder, landsbygder och skärgårdar. Myndigheten var knuten till Näringsdepartementet. Kontoret fanns i Östersund, där cirka 35 personer arbetade. 
Glesbygdsverket grundades 1991 som Glesbygdsmyndigheten och ersatte då den tidigare statliga Glesbygdsdelegationen, som hade tillsatts 1977 efter initiativ av industriminister Nils G. Åsling. Glesbygdsmyndigheten bytte till sitt senare namn 1995.
Glesbygdsverket avvecklades den 31 mars 2009 tillsammans med Institutet för tillväxtpolitiska studier och Nutek. Den verksamhet som där bedrevs vid dessa myndigheter slogs samman med verksamheten avseende kommersiell service hos Konsumentverket och övergick till det nystartade Tillväxtverket samt Myndigheten för tillväxtpolitiska utvärderingar och analyser.

## Historia
Glesbygdsdelegationen fick 1977 i uppdrag att behandla glesbygdens speciella problem, som sysselsättning och service, vilket var en fortsättning på den regionalpolitik som initierades efter 1950- och 1960-talens rationaliseringar inom jord- och skogsbruket, samt den stora folkomflyttningen som Sveriges omvandling till välfärdssamhälle skapat från framför allt landsbygden i norra och mellersta Sverige till större städer. Glesbygdsdelegationen var en kommitté vid Industridepartementet under hela 1980-talet och ägnade sig åt ett flertal olika projektverksamheter och tillsammans med Folkrörelserådet var delegationen den drivande kraften bakom kampanjen Hela Sverige ska leva, där delegationen uppmanade myndigheter att samarbeta för landsbygdens utveckling.
Delegationen fick ökade anslag under 1980-talet och i början av 1990-talet beslutade Sveriges riksdag att inrätta Glesbygdsmyndigheten, med säte i Östersund, för att samordna glesbygds- och landsbygdsprojekt. Efter invigningen den 2 april 1991, där bland annat industriminister Rune Molin höll tal, kom den nya myndighheten att nästan helt ägna sig åt så kallade pilotprojekt. Målet för den nya myndigheten var främst att utvecklas till ett ”nationellt kunskapscentrum för glesbygdsfrågor”, förmedla information till myndigheter, organisationer och gemene man, bevaka vilka konsekvenser olika statliga åtgärder skulle få för glesbygden samt att ”göra glesbygden och skogslänen attraktiva för människor att bo och leva i”. De olika pilotprojekten minskade i takt med att länsstyrelserna utvecklade sina projektverksamheter.
I och med Sveriges EU-inträde 1995 erhöll verket ett flertal nya arbetsuppgifter, främst Leader och mot slutet av 1990-talet försvann projektverksamheten och verkets uppdrag kom att omfatta utredningar, analyser och samordning.

### Generaldirektörer
- 1991–1998: Marianne Stålberg
- 1998–2003: Pia Enochsson
- 2004: Jan Cederwärn (tillförordnad)
- 2004–2009: Kerstin Wallin

## Kritik
Glesbygdsverket kritiserades för att vara en opinionsbildande myndighet av såväl debattörer, enskilda politiker och statliga utredare. I en intern rapport sades det till exempel om Glesbygdsverket att ”opinionsbildning är deras kärnverksamhet”, något som verkets ställföreträdande generaldirektör dementerade. De socialdemokratiska riksdagsledamöterna Hillevi Larsson, Britt-Marie Lindkvist, Nalin Pekgul och Siw Wittgren-Ahl från Stockholm, Göteborg och Malmö menade i en debattartikel i Dagens Nyheter 1999 att som motpol till Glesbygdsverket borde ett särskilt ”Storstadsverk” bildas för att balansera den statliga opinionsbildningen. Andra riksdagsledamöter, bland andra Tobias Krantz (Folkpartiet), argumenterade vid ett flertal tillfällen för myndighetens avskaffande och Gunnar Axén (Moderaterna) m fl motionerade i riksdagen om att avskaffa myndigheten.